# Euclasta clarkei
Euclasta clarkei är en gräsart som först beskrevs av Eduard Hackel, och fick sitt nu gällande namn av Thomas Arthur Cope. Euclasta clarkei ingår i släktet Euclasta och familjen gräs. Inga underarter finns listade i Catalogue of Life.